# Japoon National Park
Japoon National Park är en park i Australien. Den ligger i delstaten Queensland, omkring 1 300 kilometer nordväst om delstatshuvudstaden Brisbane. Arean är 248 kvadratkilometer.
Runt Japoon National Park är det glesbefolkat, med 14 invånare per kvadratkilometer.. Närmaste större samhälle är South Johnstone, omkring 19 kilometer nordost om Japoon National Park.
I omgivningarna runt Japoon National Park växer i huvudsak städsegrön lövskog. Genomsnittlig årsnederbörd är 1 894 millimeter. Den regnigaste månaden är mars, med i genomsnitt 420 mm nederbörd, och den torraste är oktober, med 28 mm nederbörd.